# Lomanthang
Lomanthang, Lo Mantang ou Lo Manthang (em nepali: लोमान्थाङ) é uma aldeia e um village development committee (lit.: "comité de desenvolvimento de aldeia") no distrito de Mustang, da zona de Dhaulagiri da região Oeste do Nepal. Em 2011 tinha 569 habitantes e 172 residências.
Até 7 de outubro de 2008 foi a capital do Reino de Mustang (ou Lo), o estado semi-independente vassalo do reino nepalês, oficialmente extinto pela recém-criada república nepalesa. Situa-se na parte superior do vale do Kali Gandaki, a norte de Kagbeni.
O village development committee tem as seguintes aldeias:
- Chhorak (3 780 m)
- Dhigaun (3 380 m)
- Durang (3 764 m)
- Lomanthang (3 809 m)
- Manshail (6 100 m)
- Suruk (3 741 m)

## Descrição
A aldeia destaca-se pelas suas muralhas altas de tijolos caiadas de branco, os gompas (mosteiros budistas) e o palácio do rajá, também chamado palácio real e palácio do rei, um edifício com nove esquinas e cinco andares construído c. 1400. Há ainda quatro mosteiros principais: Jampa Lhakhang ou Jampa Gompa, o mais antigo, construído no início do século XV e também conhecido como a "Casa de Deus"; Thubchen Gompa, um enorme mosteiro e salão de reuniões vermelho construído no final do século XV e situado imediatamente a sudoeste de Jampa Gompa; Chodey Gompa, atualmente o mosteiro mais importante da aldeia; e Choprang Gompa, popularmente conhecido como "Nova Gompa".
Ao contrário dos seus vizinhos do Baixo Mustang (ou Thak), os Thakali, os habitantes do Alto Mustang estão muito mais próximos dos povos tibetanos do que do resto da maior parte das etnias nepalesas.
Apesar de a visita de turistas estrangeiros ser autorizada desde 1992, o turismo no Alto Mustang continua limitado, com apenas pouco mais de 2 000 turistas estrangeiros registados em 2008. O Departamento de Imigração do Nepal obriga os visitantes estrangeiros a obterem o visto especial, que custa 50 US$ (36 €; 111 R$) por dia, um valor exorbitante comparado com a generalidade dos vistos de trekking para outras zonas do Nepal, nomeadamente do vizinho Circuito do Annapurna. Além disso, a contratação de um guia local é obrigatória, alegadamente para proteger a tradição local de influências externas e proteger o ambiente.

## História

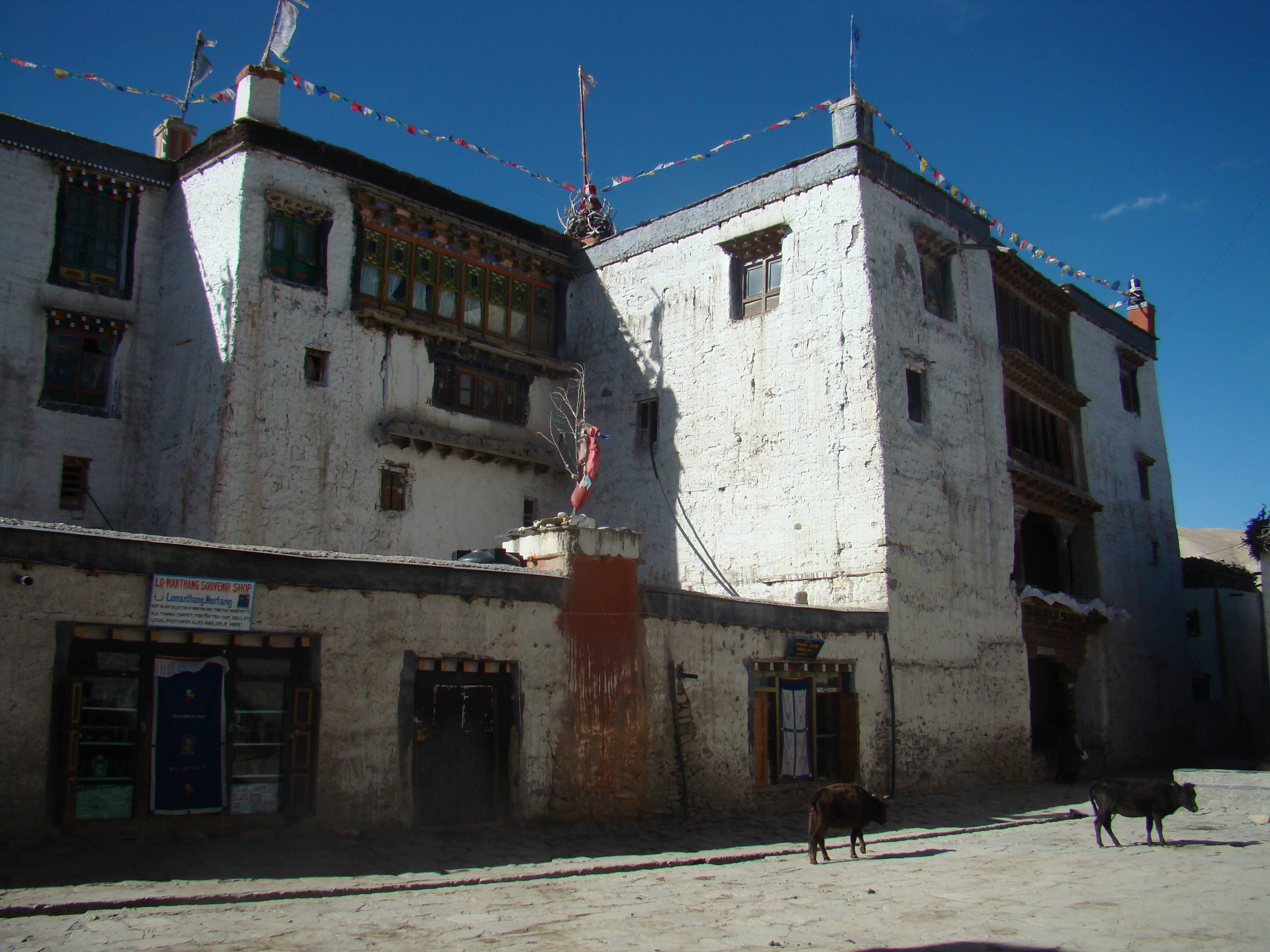
Palácio Real

A pequena cidade foi fundada em 1380 pelo fundador do reino de Lo, Ame Pal, que supervisionou a construção da muralha que a rodeia e muitas das edificações aindas existentes atualmente. Após os Shas de  Ghorka fundarem o reino do Nepal no século XVIII juntando ou conquistando vários reinos minúsculos, Lo tornou-se dependente desse novo estado mas manteve os seus monarcas hereditários. Esta situação manteve-se enquanto o Nepal foi uma monarquia, mas terminou quando o primeiro governo republicano subiu ao poder em 2008, que retirou o título ao gyelpo ou rajá de Mustang, Jigme Dorje Palbar Bista (n. 1933), o 25.º descendente direto de Ame Pal.
Em 2007 foram descobertos na região pelo menos doze cavernas decoradas com antigas pinturas budistas, situadas em penhascos a pique a 4 300 m de altitude. As pinturas mostram influências neuaris e datam aproximadamente do século XIII. nas cavernas forma também descobertos escritos tibetanos realizados com tinta, objetos de prata e ouro, além de cacos de cerâmica do período pré-cristão. O exploradores encontraram estupas, arte decorativa e pinturas representando várias formas do Buda, em muitos casos com discípulos, suplicantes e acompanhantes. Algumas das pinturas murais apresentam temas subtropicais, com palmeiras tecidos indianos ondulantes e aves.